# Чотири доньки (фільм)
Чотири доньки (англ. Four Daughters) — американський повнометражний фільм 1938 року режисера Майкла Кертіса.

## Сюжет
Фільм розповідає історію щасливої музикальної родини, чиє життя та кохання порушується прибуттям чарівного молодого композитора, який втручається в романтичне життя дочок. Його цинічний, запеклий друг-музикант приходить, щоб допомогти оркеструвати його останню композицію і ще більше ускладнює справу. У фільмі грають Сестри Лейн (Прісцилла Лейн, Розмарі Лейн і Лола Лейн) і Гейл Пейдж, а також Клод Рейнс, Джеффрі Лінн, Джон Гарфілд і Дік Форан.

## У ролях
- Клод Рейнс
- Прісцилла Лейн
- Джон Гарфілд
- Розмарі Лейн
- Джеффрі Лінн — Фелікс Дітц
- Мей Робсон